# ACLI
ACLI (Associazione Cristiana Lavoratori Italiana) és un sindicat italià de tendència demòcrata cristiana, fundat el 1944 per Achille Grandi.